# Paltenu
Paltenu – wieś w Rumunii, w okręgu Ardżesz, w gminie Șuici. W 2011 roku liczyła 306 mieszkańców.